# 빌류이강
빌류이강(러시아어: Вилюй, 야쿠트어: Бүлүү)은 동시베리아에서 가장 긴 강이다. 통계적으로는 2,650 km로 길고, 1,450 km는 흘러서 들어간다.
북쪽에는 중앙시베리아고원이 있다. 남동쪽으로는 호수와 체르니솁스키, 순타르, 에콘다, 뉴르바, 베르흐네빌류이스크와 빌류이스크가 위치해 있다.
다이아몬드가 채취가 된다.